# Jankówka
Jankówka ist eine Ortschaft mit einem Schulzenamt der Gmina Wieliczka im Powiat Wielicki der Woiwodschaft Kleinpolen in Polen.

Garten von Józef Mehoffer in Jankówka auf seinem Bild der rote Schirm

## Geschichte
Der Ort wurde im Jahr 1404 Iancowa Wola erstmals urkundlich erwähnt. Die Bezeichnung Wola (lateinisch libertas) deutete auf eine steuerfreie Neugründung und überdauerte in den Quellen bis zum Jahr 1453, zunächst neben dem Namen Jankouicze (1429). Die heutige Form des Namens entstand durch die Univerbierung (Wortzusammenziehung) und tauchte im Jahr 1431 auf.
Das Dorf entwickelte sich im Mittelalter zuerst als ein Vorwerk im Königreich Polen (ab 1569 in der Adelsrepublik Polen-Litauen), Woiwodschaft Krakau, Kreis Szczyrzyc. Ab der zweiten Hälfte des 16. Jahrhunderts gehörte das Dorf der Adelsfamilie Morsztyn (Morstin), in der Zeit der Reformation starke Anhänger des Arianismus und Verwalter des Salzbergwerks Wieliczka. Diese radikale Strömung der Reformation lehnt die Dreifaltigkeit ab (Polnische Brüder). Nach dem Jahr 1600 gab es damals eine Gemeinde der Polnischen Brüder, mit dem Sitz in einem Gutshof, wo Stanisław und Sein Sohn Andrzej Wiszowaty wohnten. Am 2. Mai 1656 wurde der Gutshof von katholischen Bauern aus Skrzydlna niedergebrannt. Die Polnischen Brüder in Jankówka waren heimlich bis zum frühen 18. Jahrhundert tätig.
Bei der Ersten Teilung Polens wurde das Dorf 1772 Teil des neuen Königreichs Galizien und Lodomerien des habsburgischen Kaiserreichs (ab 1804). Ab dem Jahr 1909 war der Gutshof im Besitz des Malers Józef Mehoffer.
1918, nach dem Ende des Ersten Weltkriegs und dem Zusammenbruch der k.u.k. Monarchie, wurde Jankówka, mit  Ausnahme der Zeit der Besetzung Polens durch die Wehrmacht im Zweiten Weltkrieg, Teil Polens.